# Успенівка (Бердянський район)
Успе́нівка — село в Україні, в Бердянському районі Запорізької області. Населення становить 1218 осіб. Орган місцевого самоврядування - Андріївська селищна рада.

## Географія
Село Успенівка знаходиться на березі річки Кільтиччя, вище за течією примикає смт Андріївка, нижче за течією на відстані 2,5 км розташоване село Іванівка.

## Історія
- село Успенівка виникло у 1921 році у результаті поділу на дві громади села Андріївка Бердянського району Запорізької області.

## Економіка
- «Перемога», агрофірма.

## Об'єкти соціальної сфери
- Школа I—II ст.